# Sołtys (gra komputerowa)
Sołtys to polska przygodowa gra komputerowa dla komputerów PC, wydana w 1995 roku przez firmę LK Avalon.

## Omówienie gry
Sołtys był grą przygodową typu point and click, dystrybuowaną na trzech dyskietkach. W pudełku z grą znaleźć można było instrukcję uzupełnioną dowcipami, jak również kasetę magnetofonową ze ścieżką dźwiękową gry. Głównym autorem gry był Janusz B. Wiśniewski.
Głównym bohaterem jest sołtys Poraża, który w poszukiwaniu zbiegłego narzeczonego swojej brzydkiej córki musi rozwiązać kilkanaście zagadek. Grę charakteryzuje absurdalne i wiejskie poczucie humoru, co więcej – aby rozwiązać część problemów, przydatna jest znajomość popularnych niegdyś w południowo-wschodniej części Polski dowcipów o Wąchocku.
Czas ukończenia gry wynosił kilka godzin.

## Odbiór
Recenzent Top Secretu zarzucił grze nieintuicyjny interfejs (postać nie podchodzi na przykład samodzielnie w odpowiednie miejsce celem wykonania nakazanej czynności), choć wystawił wysokie noty (ogólna 8/10, grafika 7/10, udźwiękowienie 8/10).
Na problemy ze sterowaniem zwracał również uwagę Marcin Kosman, doceniał jednak błyskotliwe dialogi, zastosowanie humoru i pojawiające się nawiązania kulturowe, np. do obrazu Babie lato Józefa Chełmońskiego w grafice jednej z lokacji.
Według Piotra Wysockiego z bloga Stacja Sto Słów, gra prezentowała się „przaśnie”. Z kolei zdaniem recenzenta serwisu JaRock, „Sołtys” powielał schematy gier przygodowych z okresu lat 90., jednak przyciągał lekką fabułą i poczuciem humoru. Według Bartłomieja Kluski, „Sołtys” był swego rodzaju szczytem „swojskich klimatów” w polskich grach komputerowych.
Według Kosmana „Sołtys” pomimo panującego w połowie lat 90. piractwa komputerowego radził sobie dobrze pod względem komercyjnym.